# Халимова, Алина Ахлидиновна
Алина Ахлидиновна Халимова (родилась 21 октября 1999 года) — российская хоккеистка на траве, полузащитница клуба «Динамо-Электросталь ». Мастер спорта России.

## Биография
Воспитанница хоккейного клуба «ЦСП-Крылатское» (в 2018 году переименован в «Динамо-ЦОП Москомспорт»), в его составе играет с 2015 года. За 138 матчей отличилась 28 раз.
В составе сборной России до 18 лет в 2016 году играла на чемпионате Европы в Корке (5 матчей, сборная России заняла 7-е место). В январе 2017 года играла за сборную до 21 года по индор-хоккею и стала бронзовым призёром чемпионата Европы; в составе сборной до 21 года в 10 играх забила два гола с игры. В сборной России дебютировала 15 июня 2019 года на этапе Мировой серии (поражение 1:2), сыграв в матчах против Мексики, Чили (дважды) и Японии (вторая встреча), а сборная стала 4-й.
Алина была заявлена и на чемпионат Европы 2019 года в Антверпене (сыграла 5 матчей, Россия заняла 7-е место). Всего в её активе 10 игр за сборную России и два гола со штрафных угловых.